# Isengraben
Isengraben ist ein Ortsteil der Mittelstadt Wegberg im Kreis Heinsberg im Bundesland Nordrhein-Westfalen.

## Geografie

### Lage
Isengraben liegt südöstlich von Wegberg an der Landstraße 46.
Der Beeckbach von Erkelenz kommend, fließt östlich an der Ortslage Isengraben vorbei und mündet in Wegberg in die Schwalm. Mit der Renaturierung des Beeckbachs und dem Bau von Rückhaltebecken wurde die Hochwassergefahr für Isengraben und den angrenzenden Orten stark verbessert.

### Nachbarorte
| Holtum      | Schönhausen                                 |              |
| Flassenberg | Kompassrose, die auf Nachbargemeinden zeigt | Rath-Anhoven |
| Oerath      | Erkelenz                                    |              |

## Infrastruktur
In Isengraben existieren zwei Pferdehöfe sowie eine Gastwirtschaft und einige kleine Gewerbebetriebe. Der Ort ist ländlich geprägt in ruhiger Lage ohne Durchgangsverkehr.
Die AVV-Buslinien 411 und 418 der WestVerkehr verbinden Isengraben an Schultagen mit Wegberg, Erkelenz und Niederkrüchten. Abends und am Wochenende kann der MultiBus angefordert werden.
| Linie | Verlauf |
| ----- | --- |
| 411   | morgens: Kehrbusch → Isengraben → Flassenberg → Rath-Anhoven Schule → Schönhausen → Felderhof → Bissen bei Beeck → Moorshoven → Holtum → Uevekoven → Wegberg → Beeck Grundschule morgens: Bissen → Busch → Holtmühle → Kipshoven → Gripekoven – Ellinghoven → Beeck Grundschule → Wegberg mittags/nachmittags: Wegberg → Beeck Grundschule → Holtum → Uevekoven → (Bissen →) Busch → Holtmühle → Kipshoven → Gripekoven → Ellinghoven → Moorshoven → Bissen bei Beeck → Felderhof → Schönhausen → Rath-Anhoven Schule → Isengraben → Flassenberg → Kehrbusch |
| 418   | Erkelenz Bf – (Erkelenz ZOB –) (Kehrbusch → Isengraben → Flassenberg ← Isengraben ← Kehrbusch –) Grambusch – Schwanenberg – Geneiken – (Wildenrath Gewerbegebiet –) Tüschenbroich – Watern – Wegberg Busbf (– Wegberg Bf – Harbeck – Merbeck – Venn – Tetelrath – Silverbeek – Niederkrüchten) |

## Sehenswürdigkeiten

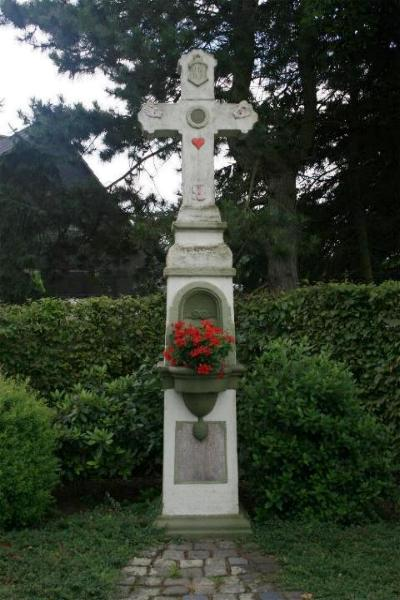
Wegekreuz in Isengraben

- Kapelle, In Isengraben, als Denkmal Nr. 52
- Wegekreuz, In Isengraben an der Landstraße 46, als Denkmal Nr. 53

## Vereine
- Dorfgemeinschaft Isengraben, Flassenberg, Kehrbusch.
- Dorfausschuss, zuständig für die Orte Rath-Anhoven, Isengraben, Flassenberg, Kehrbusch und Mehlbusch.
- Freiwillige Feuerwehr Wegberg, Löschgruppe Rath-Anhoven, zuständig auch für die Ortschaft Isengraben.